# Life Won’t Wait
Life Won’t Wait ist das vierte Studioalbum der Punkband Rancid. Es wurde 1998 über das Independent-Label Epitaph Records veröffentlicht.
Mit diesem Album wendete sich die Band etwas ab vom Punk und Ska der vorangegangenen Alben und experimentierte mit Reggae- und Rockabilly-Elementen. Im Zuge dessen kam es zur Zusammenarbeit mit Reggae-Interpreten wie Buju Banton und Dr. Israel.
Die Texte der Songs behandeln Themen wie Aufruhr, politische oder historische Ereignisse.

## Titelliste
1. Intro – 0:48
2. Bloodclot – 2:45
3. Hoover Street – 4:10
4. Black Lung – 1:53
5. Life Won’t Wait – 3:48
6. New Dress – 2:51
7. Warsaw – 1:31
8. Hooligans – 2:33
9. Crane Fist – 3:48
10. Leicester Square – 2:35
11. Backslide – 2:54
12. Who Would've Thought – 2:57
13. Cash, Culture and Violence – 3:10
14. Cocktails – 3:21
15. The Wolf – 2:39
16. 1998 – 2:46
17. Lady Liberty – 2:20
18. Wrongful Suspicion – 3:32
19. Turntable – 2:17
20. Something in the World Today – 2:34
21. Corazon de Oro – 3:59
22. Coppers – 5:02